# Le Courrier d'Orient (Patras)
Pour l’article homonyme, voir Le Courrier d'Orient.
Le Courrier d'Orient est un journal politique, commercial et culturel franco-grec publié à Patras entre 1828 et 1829. Il est publié sous la direction de Maxime Raybaud,,, un officier ayant participé à la guerre d'indépendance grecque du général Maison, qui se trouve à Patras en 1828. Il est aidé dans cette tâche par Jacques Mangeart. Le journal est écrit en français. Il est d'abord publié chaque semaine, puis tous les quinze jours. Il s'adresse principalement aux officiers et soldats français,. Le journal est ensuite publié par l'expédition française à Athènes, sous le titre Le Courrier de la Grèce, publié pour la première fois le 13 novembre 1828.